# Santos Vega

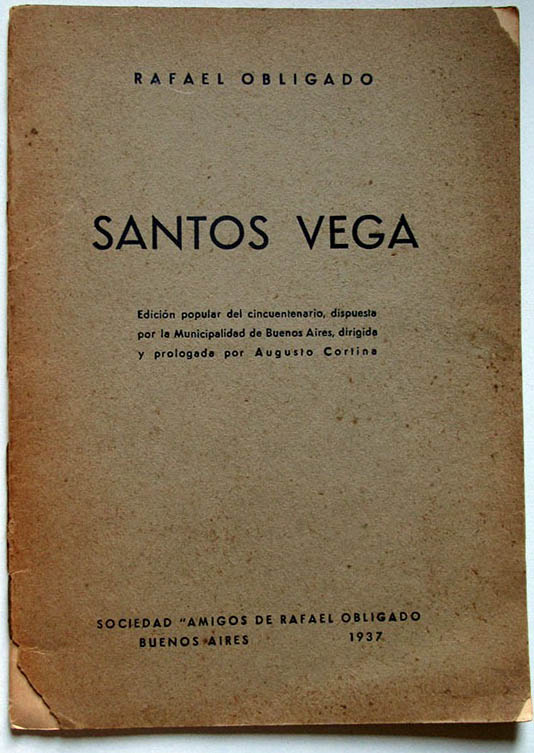
Cubierta de Santos Vega, por Rafael Obligado. Edición de 1937.

Santos Vega (provincia de Buenos Aires, f. 1755-1825) fue un gaucho argentino, del cual se desconoce prácticamente todo, excepto que dio origen a una leyenda basada en el duelo con Juan Gualberto Godoy (f. 12 de julio de 1793-1864; Juan sin Ropa), que lo venció en una payada en 1824.
En la historia, Santos Vega, el payador invencible, se entabla en lucha nada menos que ante el Diablo. Se encontraron sus restos en el paraje Las Tijeras, en el partido de General Lavalle (provincia de Buenos Aires) en el año 1945. 
El 28 de febrero de 1948 se inauguraron en el lugar, situado a 10 km de la localidad de San Clemente del Tuyú, un parque y un monumento a Santos Vega, este último obra del escultor Luis Perlotti.
En marzo de 1983, por decreto municipal N.° 11 del 18 de febrero de ese año, con la firma del Intendente Municipal Marcos Quiroga, se dispuso el traslado del monumento de Santos Vega desde el paraje Las Tijeras al parque Museo Histórico Regional de General Lavalle, donde actualmente descansan sus restos.

## En la literatura argentina
El político y escritor Bartolomé Mitre (1821-1906) fue el primero que fijó por escrito el motivo de Santos Vega, inspirado en la tradición oral del mismo. El poema «A Santos Vega, payador argentino» fue escrito en 1838 y recogido en su segundo libro de Rimas, de 1854. Este poema destaca la tradición oral de la poesía y la permanencia de los versos de Santos Vega en el pueblo y en la naturaleza, más allá del paso del tiempo. Aquí se encuentra referido el lugar donde Santos Vega habría sido enterrado: bajo un tala, en los campos del Tuyú:

Tu alma puebla los desiertos,
y del Sud en la campaña
al lado de una cabaña
se eleva fúnebre cruz;
esa cruz, bajo de un tala
solitario, abandonado,
es un símbolo venerado
en los campos del Tuyú.
Bartolomé Mitre, «A Santos Vega, payador argentino»

En 1872, el escritor Hilario Ascasubi publicó en París Santos Vega o los mellizos de la flor, extenso poema en el que Santos Vega desempeña el papel de narrador de la historia de los mellizos Luis y Jacinto. En esta historia, Santos Vega conoce en una pulpería a Rufo Tolosa, quien lo invita a su rancho, donde le cuenta la historia de aquellos.
Poco después, el escritor costumbrista Eduardo Gutiérrez (1851-1889) contó a la manera de folletín la historia de Santos Vega y de su amigo Carmona, perseguidos por la justicia.
En 1885, el poeta Rafael Obligado (1851-1920), tras leer la obra de Gutiérrez, concibió su inmortal poema Santos Vega, una de las obras cumbres de la literatura argentina.
En 1948, Walter Ciocca llevó el mito a la historieta, publicada en forma de tira diaria por el diario La Razón.
En el tercer libro de su monumental Adán Buenosayres, Leopoldo Marechal enfrenta en los páramos de Saavedra a sus personajes con la personificación de un diablo, identificado sin más como Juan Sin Ropa, quien derrotara a Santos Vega en una payada.
En 1950, el novelista Manuel Mujica Láinez (1910-1984) publicó el cuento «El ángel y el payador», donde también relata la leyenda de Santos Vega. El cuento está incluido en la obra Misteriosa Buenos Aires (1950).

## En el cine
El cine argentino también reflejó el mito del payador invencible:
En 1917 se estrenó la película Santos Vega, escrita y dirigida por Carlos de Paoli, según el poema de Rafael Obligado, con la interpretación de José Podestá como Santos Vega e Ignacio Corsini como Carmona.
En 1936 llega a los cines Santos Vega, dirigida por Luis Moglia Barth, con guion de Hugo Mac Dougall sobre la base de la novela de Eduardo Gutiérrez.
En 1947, Leopoldo Torres Ríos escribió y dirigió Santos Vega vuelve, basada en el poema de Rafael Obligado, con colaboración en la adaptación de Leopoldo Torre Nilsson.
En 1971, Carlos Borcosque (hijo) dirigió Santos Vega, una versión protagonizada y cantada por José Larralde, con guion de Arturo Pillado Mathew basado en el poema de Rafael Obligado, la novela de Ricardo Gutiérrez y el libro de Roberto Lehmann Nitsche.

## En el teatro
Como muchas novelas de Gutiérrez, Santos Vega fue llevada al circo criollo por los hermanos Podestá, difundiendo la leyenda por todo el país.
En 1893, Juan Carlos Nosiglia presentó una versión teatral con manuscrito e interpretación de José Podestá.
Entre 1903 y 1904, Domingo Espíndola presentó otra versión.
En los años 20 se conoció el poema gauchesco-teatral Santos Vega, de Serviliano Molina, que conserva los personajes y la adaptación de 1904 de Espíndola.
En 1933, la compañía teatral de Pedro Gómez Grimau estrena en el teatro Onrubia, de Buenos Aires, la Fantasía en verso y cuatro cuadros de Santos Vega, escrita por el actor, director y guionista.
En 1954, Antonio Pagés Larraya ganó el Primer Premio Municipal de Teatro por su obra de teatro Santos Vega, el payador.
En 1964, Miguel Ángel Gani escribió su versión de la leyenda, titulada Estampas de Santos Vega.

## Otros
- En San Clemente del Tuyú (provincia de Buenos Aires), cada febrero se lleva a cabo el «Encuentro Santosvegano de Payadores».[2]
- En General Lavalle (provincia de Buenos Aires), se desarrolla la «Fiesta Nacional Semana de Santos Vega» desde 1948, evento cultural que desde 1981 se lleva a cabo en el parque del Museo Regional Santos Vega. Fue declarada Fiesta Provincial en 1989 y en 1998 se convirtió en Fiesta Nacional. Además, fue declarada de Interés Turístico Nacional en 1997.[2][9]
- En Villa Gesell (provincia de Buenos Aires) se realiza la «Fiesta Provincial por las Huellas de Fierro y Vega».[2]